# Королевство Португалия
Королевство Португалия (порт. Reino de Portugal) — монархический период в истории Португалии, длившийся 771 год — с 26 июля 1139 года по 5 октября 1910 года, когда государство официально имело статус королевства. Португальское цареубийство 1908 года привело к народным смутам, завершившимся революцией 1910 года, после которой возникла Первая Португальская республика. В период существования королевства в стране сменилось пять династий, была создана обширная колониальная империя в Азии, Африке и Южной Америке.

## История

### Бургундская династия

#### Реконкиста
Отцом-основателем португальской государственности считается первый король Португалии Афонсу I. 25 июля 1139 года он одержал грандиозную победу при Оурике, после чего его солдаты провозгласили его королём (буквально «король португальцев» (порт. Rei dos Portugueses). Затем Афонсу собрал королевскую ассамблею в городе Ламегу, где получил корону из рук архиепископа Брагансы в подтверждение независимости. С этого момента Португалия перестала быть феодальным уделом Кастилии и стала независимым государством, получив статус королевства. 
Далее Афонсу боролся за признание себя королём Католической церковью и соседними государствами. Он основал несколько монастырей и конвентов и даровал привилегии религиозным орденам. В 1143 году он объявил себя и своё королевство слугами Католической церкви и пообещал завершить изгнание мавров. Афонсу отвоевал у мавров Сантарен в 1146 году и Лиссабон в 1147 году. Он также отвоевал часть территории к югу от реки Тежу, которую, однако, не смог удержать.
Король Кастилии Альфонсо VII, двоюродный брат Афонсу, был недоволен независимостью Португалии, считая её мятежом. Началась война с Кастилией, Афонсу вступил в союз с королём Арагона. В 1167 году Афонсу был ранен близ Бадахоса и взят в плен солдатами Леонского короля. Португалия была вынуждена капитулировать, отдав в качестве выкупа почти всё завоёванное Афонсу в Галисии.
В 1179 году Папа Римский Александр III особой буллой признал Афонсу королём Португалии, как независимого государства, с правом завоёвывать земли мавров. Португалия наконец утвердилась как государство и обезопасила себя от попыток аннексии со стороны Кастилии.
Сын Афонсу, король Саншу I, в 1189 году занял Алентежу и Алгарве, уже тогда Португалия приняла почти современные границы, но Саншу I не смог удержать завоевания, проиграв через год битву халифу Якуб аль-Мансуру.

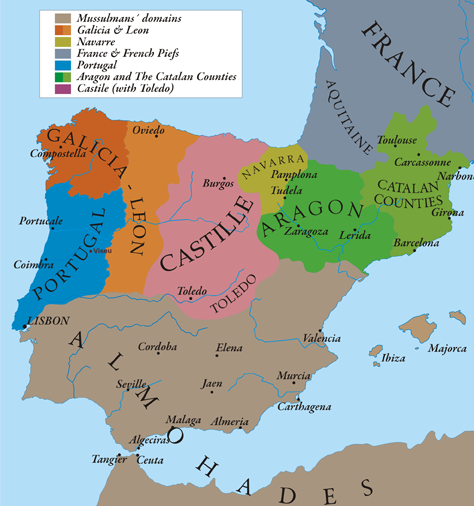
Испания и Португалия в 1210 году

Король Афонсу II постарался укрепить страну изнутри, ослабил войны и, чувствуя силу, стал ослаблять привилегии духовенства, отчего был отлучён Папой Римским от Церкви.
Его сын Саншу II стал активно продолжать Реконкисту и улаживать конфликты с церковью, занял часть Алгарве, однако не справился с политическими интригами, был объявлен Папой Римским еретиком и изгнан, передав трон своему брату Афонсу III Булонскому.
Афонсу III укрепил законопорядок в стране, в 1254 году в городе Лейрия собрав первый кортес, куда вошли знать, среднее купечество и представители всех муниципалитетов. Он также издал свод законов, ограничивающих возможность притеснений высшей знатью населения. Афонсу III продолжил войну с мусульманами на юге. Во время его правления Алгарве стала частью королевства, вслед за захватом Фару. Таким образом Португалия стала первым иберийским королевством, завершившим Реконкисту. В 1267 году в Бадахосе было подписано соглашение о южных границах между Кастилией и Португалией, определяемых рекой Гвадиана.

#### Расцвет и укрепление Португалии
Период правления короля Диниша считается эпохой расцвета. Король сделал португальский язык официальным и прославился как поэт и трубадур. После короткого конфликта с Кастилией войны не велись. В 1297 году Диниш подписал с королём Кастилии Фердинандом IV пакт о границах, действительный до сегодняшних дней.
Диниш продолжил политику отца по формированию законодательства и централизации власти. Он обнародовал ядро португальских гражданского и уголовного кодексов, защищающих низшие классы от притеснений и вымогательства. Было построено множество крепостей, созданы новые города и даны привилегии городов нескольким существующим поселениям. Были разведаны месторождения угля, серебра, олова и железа, и излишки разработок направлялись на экспорт в другие страны Европы. Первое Португальское торговое соглашение было подписано с Англией в 1308 году Диниш основал португальский флот. Диниш перераспределял земли, поощрял сельское хозяйство, организовывал сообщества земледельцев и наладил экспорт. Он основал регулярные ярмарки во многих городах и следил за их функционированием.
Он спас от преследований и конфискации имущества орден Тамплиеров, преобразовав его в Орден Христа с центром в городе Томар.
В стране развивалась культура. Лиссабон стал одной из главных научных и культурных столиц Европы. Был учреждён Университет Коимбры.
Ухудшилась ситуация в стране во время правления сына Диниша, Афонсу IV — в стране разразилась гражданская война, в 1344 году было страшное землетрясение, потом в 1348-1349 чума унесла жизни трети населения, а потом война короля против мятежного сына Педру I, который тем не менее после смерти Афонсу смог занять престол.
Педру I правил 10 лет и рано умер, оставив страну в цветущем состоянии.
В 1367 году королём стал Фернанду I, который ввязался в несколько конфликтов. Он заявил о своих претензиях на трон Кастилии, вступил в союз с Арагоном и мусульманской Гранадой, но потерпел несколько поражений. В 1373 и 1381 годах он снова вступил в безуспешные войны с Кастилией. Португалия была опустошена и разорена.
В 1383 году Фернанду заключил мир с Хуаном I Кастильским в Салватерре, отступившись от своих английских союзников, которые ответили на это опустошением части его территории. По соглашению Салватерра Беатрис выходила замуж за Хуана I Кастильского.
Фернанду умер в 1383 году, не оставив наследников.

### Междуцарствие
В соответствии с условиями брачного договора вдоствующая королева Леонора стала регентом от имени своей дочери Беатрис и зятя Хуана I Кастильского. У Леоноры долгое время была интрига с Графом Оурень, чьё влияние вызывало негодование аристократии, к тому же её тирания подняла мятежные оппозиционные настроения. Недовольные избрали своим лидером Дона Жуана, великого магистра Ависского рыцарского ордена, побочного сына Педру Сурового, и организовали восстание в Лиссабоне, совершив убийство Графа Оурень в королевском дворце 6 декабря 1383 года.
Леонора бежала в Сантарен и попросила помощи Кастилии, в то время как Дон Жуан был провозглашён «защитником Португалии». Вскоре после этого кастильцы осуществили вторжение в Португалию с целью захватить Лиссабон и свергнуть Жуана Ависского с престола. Хуан Кастильский был подкреплён французской союзной кавалерией, а на стороне Жуана Ависского были английские войска. Первое вторжение в апреле 1384 года было отражено после битвы при Атолейруше. В мае того же года Хуан Кастильский вторгся с большой армией и осадил Лиссабон, но в результате голода и чумы через четыре месяца был вынужден снять осаду.

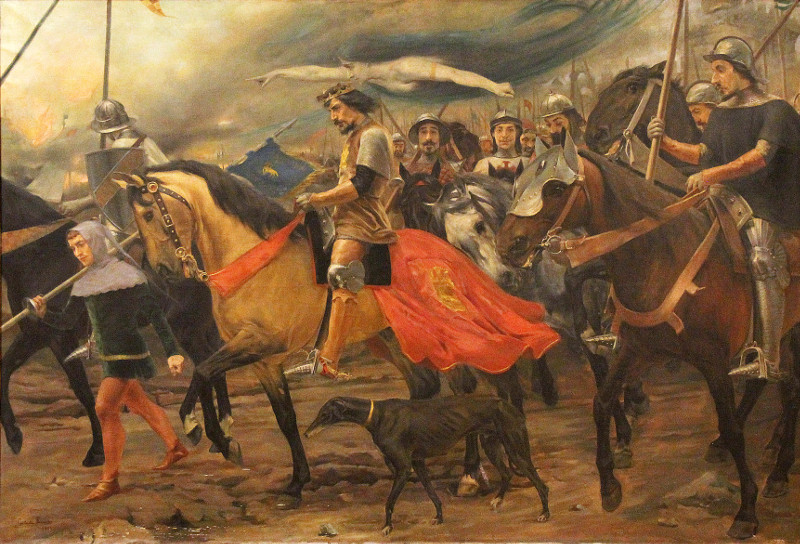
Чума заставляет кастильцев отступить от Лиссабона. Картина Константина Фернандоса (1901 год)

16 апреля 1385 года собрание кортесов в Коимбре провозглашает выборность короля Португалии и избирает по прошению советника Жуана даш Реграш Дона Жуана Ависского королём. Выбор великого магистра Ависского ордена вновь ратифицировал старинный союз короны и общин, включив знать и духовенство. Нация была объединена.
В 1385 году произошло новое кастильское вторжение, но в решающей битвы при Алжубарроте 14 августа 1385 года кастильская армия была практически уничтожена. Хуан Кастильский отступил, и трон остался за Жуаном I Ависским, который заключил также союз с Англией, воевавшей тогда с Францией
Хуан I Кастильский, узнав о планах Леоноры отравить его (либо под предлогом раскрытого заговора), заключил её в Тордесильский монастырь, где она и умерла в 1386 году.

### Ависская династия

#### Экспансия вМарокко
При бракосочетании Жуана I с Филиппой Ланкастерской, дочерью Джона Гонта в 1386 г. был подписан Виндзорский договор между Англией и Португалией, который положил начало англо-португальскому союзу, самому длительному в дипломатической истории, продолжавшемуся вплоть до мировых войн XX века.
После смерти в 1390 г. Хуана Кастильского Жуан I мирно правил страной и восстанавливал экономику. Он предпринял экспедицию по захвату мусульманского города Сеута в 1415 г., открыв возможности для мореплавания к побережью Африки.
Поддержка колонии Сеута оказалась дорогостоящей, и стало ясно, что обладание Сеутой без владения Танжером лишено смысла. В 1437 братья короля Дуарти I Энрике и Фернанду предложили королю атаковать Танжер. Экспедиция закончилась тяжёлым поражением, Фернанду был захвачен в плен в Фезе и умер, а скоро от чумы скончался и сам король.
Афонсу V всячески поощрял экспедиции Энрике в Африку и торговлю невольниками. В 1452 г. папа римский Николай V своей буллой санкционировал захват португальцами африканских земель и обращение их жителей в рабство. Энрике установил государственную монополию на работорговлю.
Афонсу V собрал значительные средства для подготовки крестового похода, но крестовый поход не состоялся из-за смерти Папы, и средства были пущены на завоевание Танжера в 1471 году. Путь в Африку был свободен.
Король Жуан II укрепил колонии в Марокко и основал ряд поселений в Гвинее. В его правление Бартоломеу Диаш открыл мыс Доброй Надежды.

#### Великие географические открытия
Существуя как государство с 1143 года и оставаясь практически всегда в одних и тех же границах с XIII века, Португалия всегда была обращена к морю. Издревле важнейшими промыслами были рыболовство и торговое мореплавание. Однако страна, расположенная в стороне от главных торговых маршрутов того времени, не могла с большой выгодой для себя участвовать в мировой торговле. Экспорт был невелик, а ценные товары Востока, такие, как пряности, португальцам приходилось покупать по очень высоким ценам, тогда как страна после Реконкисты и войн с Кастилией была бедна и не имела для этого финансовых возможностей.

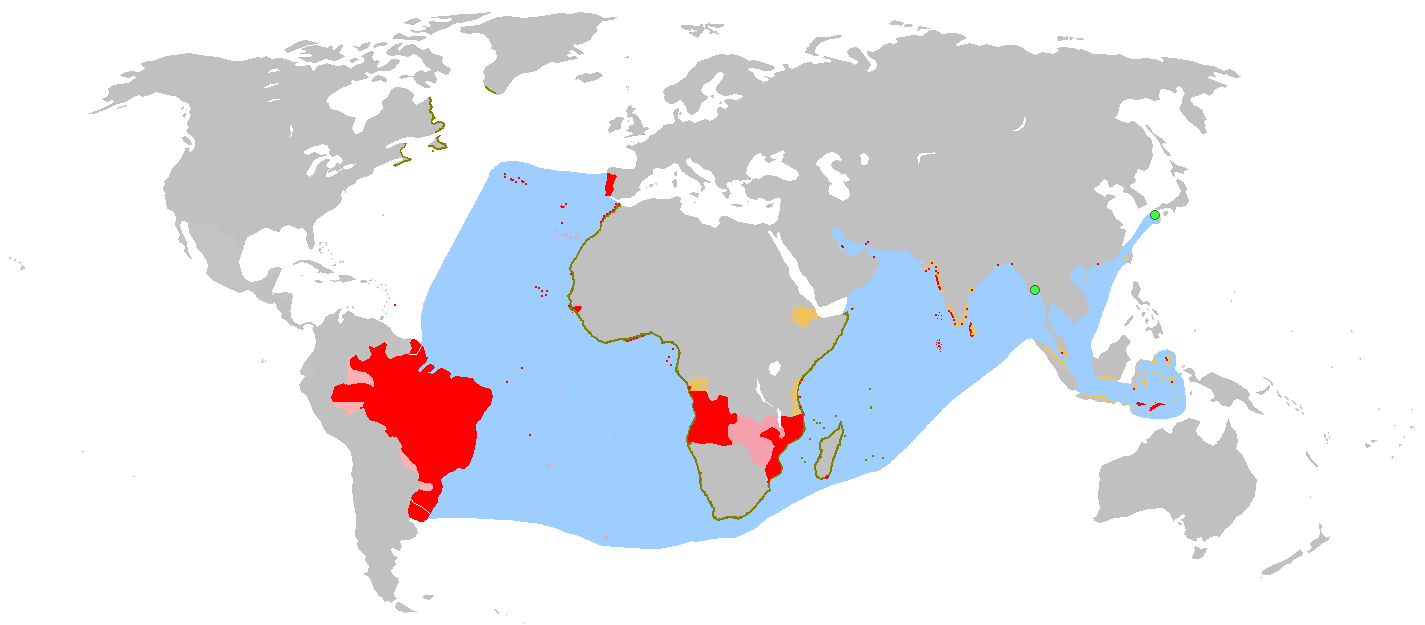
Португальская колониальная империя (1415—1999).
Красный цвет: территории колоний.
Розовый цвет: территориальные претензии.
Жёлтый цвет: сфера влияния.
Голубой цвет: важнейшие морские пути и ареалы проникновения.
Коричневый цвет: побережья, исследованные, но не колонизованные португальцами

Интерес инфанта Энрике Мореплавателя к географическим исследованиям, соединённый с развитием технологий в мореплавании, стремлением португальских купцов к товарам стран Востока и необходимостью открытия новых торговых путей вместе породили португальскую экспансию и Великие географические открытия. После взятия Сеуты в 1415 году инфант Энрике принялся отправлять морские экспедиции к югу вдоль западного побережья Африки. Первые плавания не принесли казне дохода, однако вскоре корабли, возвращаясь в Португалию, начали привозить золото и рабов с африканского побережья, и, таким образом, интерес к дальнейшим плаваниям возрастал всё сильней. Одна за другой следовали экспедиции Нуну Триштана, Диниша Диаша, Альвизе Кадамосто и других выдающихся моряков, которые продвигались к югу всё дальше и дальше.
Однако на момент смерти Энрике Мореплавателя в 1460 году португальцы не пересекли даже экватора, достигнув к тому времени лишь побережья Сьерра-Леоне и открыв ряд островов в Атлантическом океане, в том числе острова Зелёного мыса. После этого экспедиции на какое-то время прекратились, однако вскоре были возобновлены опять — король превосходно понимал, насколько важно для Португалии открытие новых земель. Вскоре были достигнуты острова Сан-Томе и Принсипи, пройден экватор, а в 1482—1486 Диогу Кан открыл большой отрезок африканского берега к югу от экватора. Вместе с тем продолжалась экспансия в Марокко, а на гвинейском побережье португальцы активно устанавливали крепости и торговые пункты.
В 1487 году Жуан II по суше направил двух офицеров, Перу да Ковильяна и Афонсу ди Паива, на поиски пресвитера Иоанна и «страны пряностей». Ковильяну удалось достичь Индии, однако на обратном пути, узнав о том, что его спутник погиб в Эфиопии, он направился туда и был задержан там по приказу императора. Однако Ковильян сумел передать на родину отчёт о своём путешествии, в котором подтвердил, что вполне реально достичь Индии по морю, обогнув Африку.
Почти в то же время Бартоломеу Диаш открыл мыс Доброй Надежды, обогнул Африку и вышел в Индийский океан, окончательно доказав тем самым, что Африка не простирается до самого полюса, как полагали древние учёные. Однако матросы флотилии Диаша отказались плыть дальше, из-за чего мореплаватель не сумел достичь Индии и вынужден был вернуться в Португалию.
Наконец, в 1497—1499 году флотилия из четырёх кораблей под командованием Васко да Гамы, обогнув Африку, достигла берегов Индии и вернулась домой с грузом пряностей. Задача, поставленная более восьмидесяти лет назад инфантом Энрике, была выполнена.
В 1492 году происходил массовый исход в Португалию изгнанных из Испании иудеев и возникла проблема «новых христиан»
В 1500 году Педру Алвареш Кабрал пытался достичь по морю Индии, но сильно отклонился на запад, чтобы избежать встречных ветров и течений у побережья Гвинеи, и открыл Бразилию. Жуан да Нова открыл остров Вознесения в 1501 г. и остров Святой Елены в 1502 г.; Триштан да Кунья был первым, увидевшим в 1506 г. архипелаг, до сих пор носящий его имя.
В Восточной Африке маленькие исламские государства вдоль побережья Мозамбика, Килуа, Брава и Момбаса были разрушены, или стали подданными и союзниками Португалии. Педру де Ковильян достиг Абиссинии ещё в 1490 г; в Индийском океане и Арабском море, один из кораблей Кабрала открыл Мадагаскар в 1501 г, который был частично исследован Триштаном да Кунья (1507 г.); Маврикий был открыт в 1507 г, Сокотра завоёвана в 1506, и тогда же Лоуренсу д’Алмейда посетил Цейлон.
В Красном море Массава была самой северной точкой, часто посещаемой Португальцами до 1541 г, когда флот под командованием Эштевана да Гама проник до самого Суэца. Ормуз в Персидском Заливе был осаждён Альфонсом Альбукерки (1515), который также установил дипломатические отношения с Персией.
В континентальной Азии первые торговые посты были основаны Кабралом в Кочине и Калькутте (1501); более важным, однако, было завоевание Альбукерке Гоа (1510) и Малакки (1511) а также захват Диу (1535) Мартином Афонсу ди Соуза. Восточнее Малакки Альбукерки направил Дуарте Фернандеша в качестве дипломатического представителя в Таиланд (1511), и отправил к Молуккским островам две экспедиции (1512, 1514), которые основали португальский доминион на Малайском архипелаге.
Фернан Пиреш де Андраде посетил Кантон в 1517 г. и открыл торговые отношения с Китаем, где в 1557 г. Португальцам было разрешено оккупировать Макао. Япония, случайно открытая тремя Португальскими купцами в 1542 вскоре привлекла большое количество коммерсантов и миссионеров. В 1522 г. один из кораблей Фернандо Магеллана, португальца, состоявшего на службе Испании, совершил первое кругосветное путешествие.
В 1536 году по просьбе короля Португалии Жуана III в Португалии была официально утверждена инквизиция.
К середине XVI века была создана обширная португальская колониальная империя. Португальские миссионеры распространяли католичество, открывали школы, семинарии, монастыри, занимались изучением языков, истории, нравов и обычаев обращаемых ими в католичество народов и природы посещаемых ими стран. Но эта блестящая картина имела и оборотную сторону. Лёгкость наживы, обусловленная колониальными владениями, действовала деморализующим образом на Португалию. Управление отдалёнными странами и содержание в них войска вызывало громадные расходы, истощавшие казну. Громадные суммы тратились также на содержание военного флота, который должен был оберегать берега покорённых областей и защищать торговые суда Португалии от нападений корсаров, особенно французских. Португалия была вынуждена оборонять свои азиатские владения от Османской империи. Колонизация отвлекала массу сил в далёкие земли, отнимая их у земледелия, скотоводства и т. д. Многие из оставшихся на родине стекались в Лиссабон, население которого утроилось за 80 лет; целые области оставались необработанными.

#### Колонизация Южной Америки

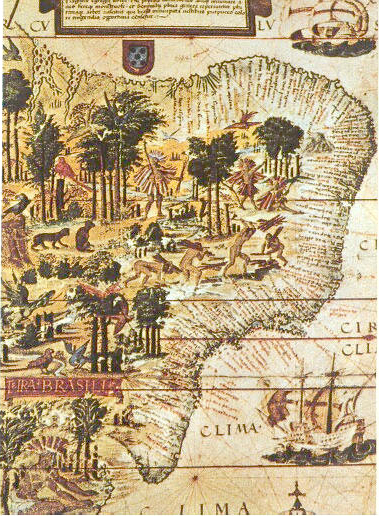
Карта Бразилии, выпущенная португальскими исследователями в 1519 году

Тордесильясский договор 1494 года разграничил южноамериканские владения между Испанией и Португалией по меридиану на 370 лиг (1770 км, 1100 миль) к западу от островов Зелёного Мыса — в современных координатах, это меридиан 49°32’56" з. д., или «папский меридиан». Территории на запад от меридиана отошли Испании, а территории на восток - Португалии.
При короле Жуане III началась активная колонизация Южной Америки. В 1530 году из Португалии стали прибывать первые поселенцы, которые привозили с собой скот, саженцы и семена. На северо-востоке Бразилии были основаны укреплённые поселения, первым из которых стал город Сан-Висенти, находящийся в прибрежной части современного штата Сан-Паулу, основанный в 1532 году, и столица колонии Салвадор (ныне  столица штата Баия), основанный в 1549 году. На территории Бразилии были созданы 14 наследных феодальных владений — капитаний, причём некоторые из них по размеру были больше, чем сама Португалия. Владельцы капитаний, так называемые донатариуш, то есть те, которые «принимают дар», отвечали за их безопасность и развитие.
Важный вклад в развитие и прогресс колоний внесли иезуиты, которые занялись защитой индейцев и обращением их в католичество, а также значительной работой по подъёму морального уровня колонистов. Индейцы, обращённые в католичество, селились в организованных иезуитами поселениях «алдеяш» (aldeias), которые были похожи по структуре на миссии в испанской Америке.
Влажное и плодородное побережье современного штата Пернамбуку было пригодно для выращивания сахарного тростника. Сахар поставлялся на европейский рынок.
Португалия превратилась в мощную и богатую колониальную империю.

#### Упадок династии
После смерти Жуана III регентство при малолетнем Себастьяне взял кардинал Энрике. Себастьян увлекался рыцарскими подвигами, и когда достиг совершеннолетия, затеял авантюрную войну за освобождение Марокко, в которой погиб в 1578 году в Битве при Эль-Ксар-эль-Кебире. Энрике, чтобы занять трон, снял с себя сан и женился, но Папа не утвердил его королём. Вскоре Энрике умер, не оставив наследников, и трон заняла испанская династия Габсбургов.

#### Зависимость от Испании
В 1578 г. португальский король Себастиан погиб во время североафриканской экспедиции. Король Испании Филипп II, основываясь на праве наследования по родству и на богатых подарках, которыми он оделил португальскую аристократию, решил захватить португальский престол. Среди португальцев возникла — весьма, впрочем, слабая — национальная партия, пытавшаяся оказать Филиппу вооружённое сопротивление; но испанская армия почти без борьбы заняла всю страну (в 1580 г.), а спустя несколько месяцев португальские кортесы провозгласили Филиппа португальским королём. Португалия на 60 лет превратилась в провинцию Испании, которая управлялась вице-королём.
Все обещания Филиппа были нарушены: португальские интересы всегда приносились в жертву испанским, кортесы созывались только один раз, в 1619 г.; на должности в Португалию постоянно назначались испанцы. Колониальное могущество Португалии было сломлено соединёнными усилиями голландцев, англичан и французов, особенно первых, завладевших половиной Бразилии, Молуккскими островами, Суматрой и т. д. и всюду построивших фактории, составлявшие противовес португальским. При этом голландцы сумели лучше организовать свои торговые дела и совершенно подорвать торговлю португальцев. Вывозя товары из Индии, голландцы развозили их во все европейские страны, португальцы же складывали все свои товары в Лиссабоне и ожидали, что другие народы позаботятся сами забрать их оттуда. Английская Ост-Индская компания утвердилась в Индии. Французы поселились в Бразилии и открыли торговлю с Южной Америкой и с западным берегом Африки.

### Династия Браганса
1 декабря 1640 г. Португалия вернула себе независимость от Испании, и на трон вступил Жуан IV.
Его правление и правление сына его, Афонсу VI (1656—1668), было посвящено всецело защите Португалии от нападений испанцев и защите колоний от нападений голландцев. Война с Голландией привела к изгнанию голландцев из Бразилии, но они завоевали Цейлон и распространили своё владычество на Малабарском берегу; за Португалией в Индии вскоре остались только области Гоа и Диу, а также китайская гавань Макао. Окончательный мир с Голландией заключён был в 1661 г.
Борьба с Испанией долго ограничивалась пограничными столкновениями, но после заключения  Пиренейского мира граф Кастель Мельор, стоявший во главе управления Португалии, образовал сильное португальское войско, присоединив к нему солдат, присланных Англией, и французских и немецких волонтёров. Испанцы 17 июня 1665 г. были разбиты при Монтес-Кларосе; Испания признала независимое Португальское государство 13 февраля 1668 года.
Жена Афонсу VI, принцесса Мария Савойская, влюбилась в его брата Педру и после года брачной жизни развелась с мужем; Педру, сумевший приобрести большую популярность в народе и поддерживаемый иезуитами, принудил короля, слабого физически и умственно, отречься от престола, женился на Марии и правил государством сначала под именем регента, а затем как король, с 1683 по 1706 гг. Наскоро созванные кортесы подтвердили эту перемену правительства. Мало заботясь об интересах народа, Педро стремился лишь к упрочению своего абсолютизма; той же политике следовали и его преемники. Когда оказывалась надобность в новых налогах, как, например, в 1706 г., они взимались без согласия кортесов; кортесы, несмотря на обещания, не созывались даже для принесения присяги наследнику престола или новому королю. Два события ознаменовали собой ещё царствование Педру II: война за испанское наследство и метуенский договор с Англией, на основании которого португальские вина допущены были к ввозу в Англию на условиях более благоприятных, чем немецкие и французские, взамен чего и английские мануфактурные товары пользовались такими же преимуществами, что ещё больше стеснило развитие португальской мануфактурной промышленности.
Войны, которые вели с Испанией Педру II и Жуан V (1706—1750), разорили страну и истощили её финансы. Жуан V, кроме того, много тратил на духовенство и папство и устраивал крестовый поход против турок, за что получил титул Fidelissimus. Тратя громадные суммы на себя и на свой двор, Жуан V издавал множество законов против роскоши, способствовавших упадку промышленной деятельности страны.
В середине XVIII века Португалия представляла самое жалкое зрелище. Земледелие дошло до такого упадка, что необходимые для потребления хлеб и масло привозились из чужих стран, а в земледельческих округах добывалось только вино. Торговля и промышленность находились также в полном упадке. Англичане получили преобладающее влияние в торговых делах и смотрели на Португалию, как на подчинённую им область. Всё внимание португальцев было обращено на колонизацию Бразилии, куда их привлекали богатые рудники.
Премьер-министр короля Жозе I(1750—1777) маркиз де Помбал долгое время правил страной. Он руководил восстановлением Португалии после землетрясения 1755 г.. Маркиз де Помбал совершил ряд продуманных реформ, которые привели к восстановлению и укреплению Португалии. Помбал принуждал не-христиан (мусульман, индусов, евреев) принимать христианство, при этом он установил равные гражданские права всем жителям Португалии и колоний.
Когда Испания вмешалась в Семилетнюю войну, испанская армия вторглась в Португалию, но, при помощи британцев португальцы одержали победы над испанцами при Валенсии-де-Алькантара и Вила-Вельи, и мир был заключён 10 февраля 1763 г.
К концу правления Жозе I вспыхнули раздоры с Испанией, по поводу колонии Сан-Сакраменто; они не были ещё разрешены, когда король в 1777 г. умер, оставив престол старшей дочери своей, Марии. Тотчас же по вступлении на престол новой королевы все благие начинания Помбала были отменены, а сам он выслан из Лиссабона. Суд над еретиками был восстановлен в прежней силе; иезуитам не разрешено было селиться в Португалии, но на их возвращение смотрели сквозь пальцы. Они вскоре получили прежнее влияние в управлении. Столкновение с Испанией в Америке закончилось возвращением Испании утраченного ею острова Санта-Катарина. Португалия также отказывалась от прав на Восточные миссии, колонию Сакраменто, а также Филиппинские и Марианские острова.

#### Регентство Жуана VI
В 1788 г. королева сошла с ума и регентом сделался (официально — с 1792 года) её сын Жуан VI. После революции во Франции боязнь распространения революционных принципов вызвала усиленное преследование всех лиц, заподозренных в либеральных идеях, и изгнание из Португалии французов.
Жуан VI заключил с Великобританией союз против Первой Французской республики и соединил свои силы с испанскими. Испания вскоре заключила мир с Францией, но Португалия осталась верна Великобритании, вследствие чего между ней и Испанией в 1801 г. вспыхнула война. Англия назначила Португалии субсидию в 200000 фунтов стерлингов и отправила к ней на помощь 6000 солдат; но кампания окончилась в несколько дней весьма невыгодно для Португалии. 6 июня 1801 г. был заключён мир в Бадахосе, по которому Оливенса с её окрестностями была уступлена Испании, доступ британским судам в португальские порты был закрыт.

#### Наполеоновские вторжения
В 1807 Наполеон договорился с Испанией о разделе Португалии. Под угрозой вторжения Наполеона регент Жуан VI переносит столицу в Рио-де-Жанейро, убежав, таким образом, со всем двором в Бразилию под охраной британского флота. Объединённые войска Британии и Португалии смогли остановить первое вторжение французов, однако за этим последовало ещё второе и третье наступление.

#### Революция и мигелистские войны
Восстание гарнизона 24 августа 1820 в Порту заставило Жуана VI вернуться из Бразилии, заранее согласившись на установление конституционной монархии. Своего старшего сына Педру он оставил управлять Бразилией, которая в 1822 г. была объявлена независимым государством.
В 1822 учредительными кортесами была принята первая португальская конституция. Враги конституции сплотились вокруг жены Жуана VI, Карлоты-Жуакины, и их младшего сына Мигела. Мигел возглавил движение за реставрацию абсолютизма, но потерпел неудачу и был изгнан из страны. Между тем Жуан VI согласился пойти на переговоры с Бразилией и в 1825 признал её независимость, сохранив за собой титул императора.
После его смерти в 1826 престолы Португалии и Бразилии перешли к Педру IV, который оставался в Бразилии. Он передал португальский престол своей малолетней дочери Марии при условии, что она выйдет замуж за его брата Мигела, а Мигел примет конституцию, подготовленную Педру в 1826 г.
Но в 1828 Мигел вернулся в Португалию и объявил себя абсолютным монархом. В ответ на это либералы восстали, но были разбиты.
В 1831 Педру отрёкся от престола Бразилии в пользу своего сына, в 1832 во главе вооружённых сторонников он высадился близ Порту и занял этот город после трёхмесячной осады. Затем он высадил войска в Алгарвии, наконец, вступил в Лиссабон в 1833 г. Мигел отрёкся от престола. Кортесы признали королевой 15-летнюю Марию II и в 1834 г. Педро умер.

#### Конституционная монархия
Потеря Бразилии и шестилетняя гражданская война привели к экономическому кризису. Для его преодоления было конфисковано и распродано имущество Католической церкви.
В сентябре 1836 года к власти пришла более радикальная фракция Сентябристов, которая восстановила более либеральную конституцию 1822 года. В 1837 году маршалы герцоги Салданья и Терсейра подняли восстание, чтобы сместить Сентябристов. Однако оно потерпело поражение.

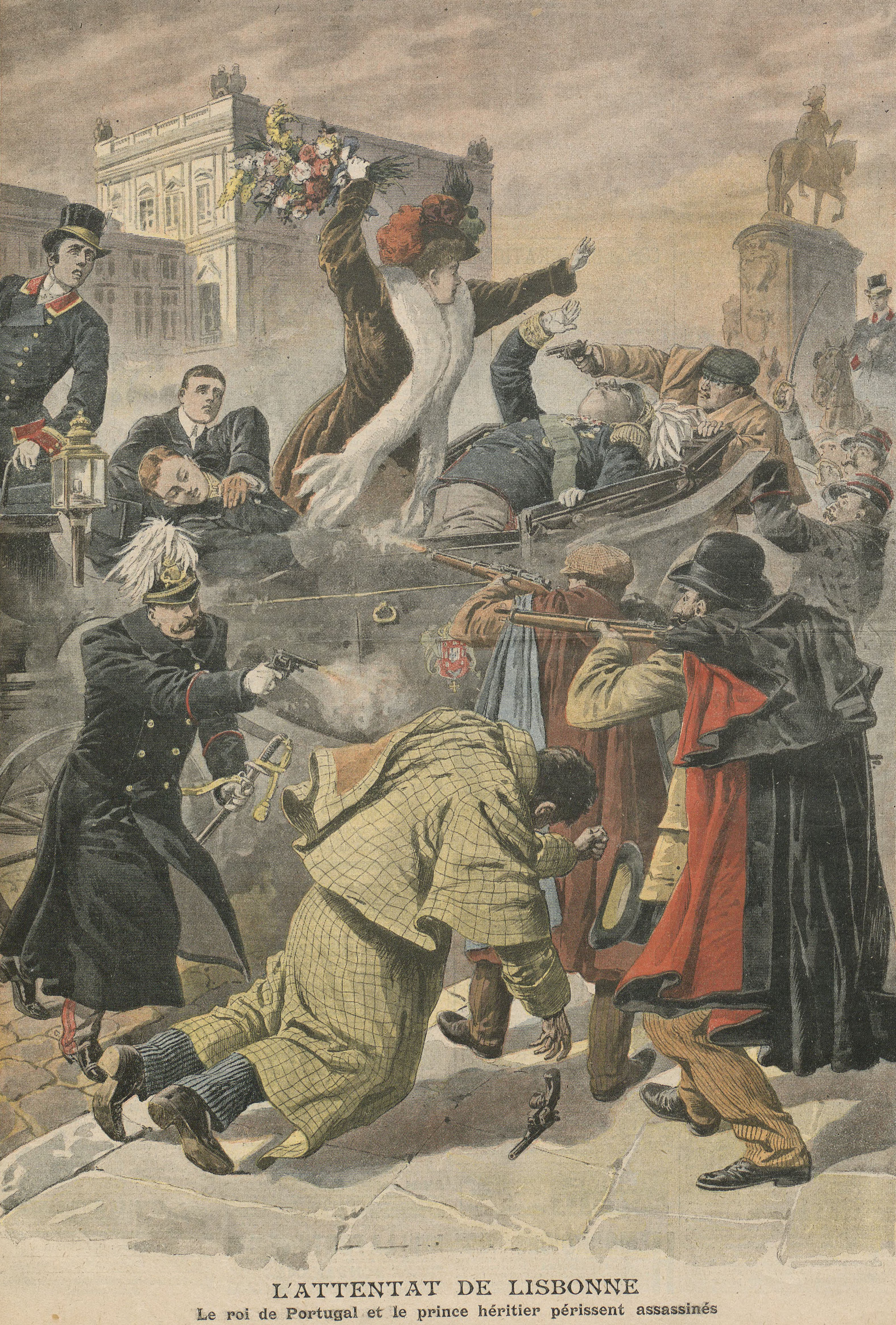
Лиссабонское цареубийство. Иллюстрация во французской прессе (некорректно изображены четыре террориста вместо двух)

Выборы 1842 года продемонстрировали симпатии к консерваторам. Переход бывшего радикала Антониу Бернарду да Кошты Кабрала на сторону консерваторов привёл к восстановлению герцогом Терсейрой действия Хартии правления 1826 года, которая предоставляла королю широкие полномочия и предусматривала назначение (а не выборы) верхней палаты. Новое правительство хартистов устроило чистку национальной гвардии от политических влияний, ввело цензуру прессы и взяло под контроль радикальные клубы. В 1845 году был принят закон, запрещавший захоронения в церквях, и в ответ на севере страны поднялось крестьянское восстание во главе с трактирщицей Марией да Фонти, которое было жестоко подавлено.
В 1846 году королева отправила Кошту Кабрала в отставку. Сентябристы опубликовали манифест, направленный против королевской власти. Тогда Мария II отложила выборы и обратилась к герцогу Салданью с просьбой сформировать правительство. Сентябристы в ответ подняли восстание в Порту. В 1847 году был достигнут компромисс с повстанцами, что дало возможность вернуться к власти Салданье и Коште Кабралу, однако спустя два года они поссорились и Кошта Кабрал уволил Салданье. В 1851 году Салданья возглавил путч, а Кошта Кабрал был вынужден эмигрировать. Радикально настроенные в прошлом Сентябристы со временем трансформировались в оппозиционную партию Прогрессистов. Они пришли к власти в 1879 году.
Во второй половине XIX-го века началась колониальная экспансия Португалии в Африке. Португальцы осваивали территории между Анголой и Мозамбиком, и в 1886 году стали претендовать на территорию от западного до восточного побережья Африки. Однако в 1890 году Великобритания предъявила ультиматум, запрещавший португальскую оккупацию территории между Анголой и Мозамбиком, что вызвало возмущение в Португалии. Правивший с 1889 года король Карлуш I вынужден был подчиниться ультиматуму, и в августе 1890 года были подписаны англо-португальские соглашения, окончательно определившие границы африканских колоний Португалии. С этого времени граница между португальскими Восточной Африкой и Западной Африкой, а также британской Родезией, проходили по рекам Замбези и Конго. Другой колониальный договор, по сути, ставший закреплением положений первого, был подписан 14 октября 1899 года. Все эти соглашения серьёзно подорвали авторитет и репутацию Карлуша I. Радикальное движение Поколение 1895 года во главе с колониальным администратором Антониу Жозе ди Ортой Энешем и офицером колониальных войск Жуакином Аугушту Моузинью требовало активизации колониальной политики и ужесточения внутреннего режима.
В 1906 году Карлуш I предоставил диктаторские полномочия Жуану Франку, который правил страной, не созывая кортесов. Но в 1908 году Карлуш и его старший сын Луиш Филипе (наследник престола) были убиты террористами. Королём стал младший сын Карлуша Мануэл II, Франку был отстранён от власти, и за полтора года сменилось семь правительств.